# Montes Homolje
Los montes Homolje (en cirílico serbio, Хомољске планине; en latino serbio, Homoljske planine) son un macizo montañoso situado en la parte este de Serbia. Alcanza los 940 m s. n. m. en el monte Štubej y forma parte de los Cárpatos serbios.

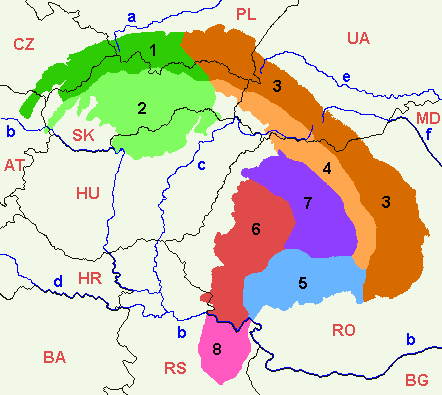
Los Cárpatos; en rosa figuran los Cárpatos serbios.

Los montes Homolje se extiende de este a oeste y se encuentran situados entre los valles de Zviška al norte, de Žagubica al sur, así como entre los valles de Mlava al oeste y de Gornji Pek al este. Estas montañas, formadas principalmente por esquisto y caliza, están cubiertas de bosques y tienen numerosos manantiales y corrientes de agua. Dan su nombre a la región epónima de Homolje, de la que constituyen el límite septentrional.
- Datos: Q615586